# Långstjärtad smygsångare
Långstjärtad smygsångare (Locustella caudata) är en fågel i familjen gräsfåglar inom ordningen tättingar.

## Utseende och läte
Långstjärtad smygsångare är en rätt liten och, som namnet avslöjar, långstjärtad fågel. Ovansidan är mörkbrun, undersidan orangebrun på buken, grå på bröstet och vit på strupen. På huvudet syns ett vitt ögonbrynsstreck, huvudsakligen framför ögat. Den långa kilformade stjärten hålls ofta rest. Den liknar både benguetsmygsångaren och luzoncettian, men har längre stjärt och brunare buk. Sången består av ett vasst "tik!" följt av ett ringande strävt ljud.

## Utbredning och systematik
Långstjärtad smygsångare förekommer i Filippinerna och delas in i tre underarter med följande utbredning :
- Locustella caudata caudata – bergsområden på norra Luzon i norra Filippinerna.
- Locustella caudata malindangensis – berget Malindang på nordvästra Mindanao i södra Filippinerna
- Locustella caudata unicolor – berget Apo på syd-centrala Mindanao i södra Filippinerna

### Släktestillhörighet
Arten placerades tidigare i släktet Bradypterus men DNA-studier visar att de asiatiska medlemmarna av släktet står nära arterna i Locustella och förs därför numera dit.

### Familjetillhörighet
Gräsfåglarna behandlades tidigare som en del av den stora familjen sångare (Sylviidae). Genetiska studier har dock visat att sångarna inte är varandras närmaste släktingar. Istället är de en del av en klad som även omfattar timalior, lärkor, bulbyler, stjärtmesar och svalor. Idag delas därför Sylviidae upp i ett flertal familjer, däribland Locustellidae.

## Levnadssätt
Arten hittas i undervegetation i bergsskogar, där den kan vara mycket svår att få syn på.

## Status
Trots det begränsade utbredningsområdet och det faktum att den minskar i antal anses beståndet vara livskraftigt av internationella naturvårdsunionen IUCN. 